# David Torres (calciatore 1986)
David Arenas Torres, meglio noto come David Torres (Alicante, 16 giugno 1986), è un calciatore spagnolo, attaccante del Crevillente.

## Carriera
Ha giocato nella massima serie greca.

## Palmarès

### Club

#### Competizioni nazionali
- Segunda División: 1

Alavés: 2015-2016